# Being There (Wilco)
Being There è il secondo album discografico della band alternative rock di Chicago Wilco, pubblicato nel 1996.

## Il disco
Il titolo del disco trae ispirazione da quello del film Being There del 1979.
Per quanto riguarda la produzione, al momento delle registrazioni, il gruppo disponeva di materiale rappresentato da circa 30 canzoni. Jeff Tweedy ne scelse 19 e decise di inserirle in un doppio CD, nonostante non superassero complessivamente i 77 minuti.
Il disco è stato autoprodotto dai Wilco, che si sono avvalsi della collaborazione in tal senso di Jim Rondinelli, Chris Shepard (ingegneri e masterizzazione), oltre che di Ron Lowe, Mike Scotella, Lou Whitney, Bob Ludwig, Skip Saylor e Jim Scott.
Si tratta dell'unica produzione a cui partecipano il chitarrista Bob Egan (Freakwater) ed il polistrumentista Max Johnston. Egan fu invitato in studio dopo che i Freakwater aprirono alcuni concerti dei Wilco. Egli suona in due tracce, ma accompagna il gruppo nel tour promozionale. Johnston invece lasciò il gruppo per problemi familiari. Jeff Tweedy è voce principale e secondo chitarrista, Jay Bennett chitarrista principale e strumentista, John Stirratt bassista e Ken Coomer batterista. Tutti i membri suonano differenti strumenti nel brano Misunderstood.
Outtasite (Outta Mind) è stato pubblicato come singolo nel giugno 1997. Del brano è stato anche realizzato un video diretto da Bill Fishman.
Per quanto riguarda le vendite, l'album si è posizionato al #73 della Billboard 200. Inoltre Pitchfork lo ha collocato al numero 88 dei "migliori album degli anni novanta".

## Tracce
CD 1
1. Misunderstood - 6:28
2. Far, Far Away - 3:20
3. Monday - 3:33
4. Outtasite (Outta Mind) - 2:34
5. Forget the Flowers - 2:47
6. Red-Eyed and Blue - 2:45
7. I Got You (At the End of the Century) - 3:57
8. What's the World Got in Stone - 3:09
9. Hotel Arizona - 3:37
10. Say You Miss Me - 4:07

CD 2
1. Sunken Treasure - 6:51
2. Someday Soon - 2:33
3. Outta Mind (Outta Sight) - 3:20
4. Someone Else's Song - 3:21
5. Kingpin - 5:17
6. (Was I) In Your Dreams - 3:30
7. Why Would You Wanna Live - 4:16
8. The Lonely 1 - 4:48
9. Dreamer in My Dreams - 6:43

## Formazione
Gruppo
- Jeff Tweedy - voce, cori, chitarre, basso, radio
- John Stirratt - basso, violino, piano, cori
- Jay Bennett - chitarre, piano, organo, armonica, lap steel, batteria, cori
- Ken Coomer - batteria, percussioni, chitarre, cori
- Max Johnston - dobro, violino, mandolino, banjo, cori

Altri musicisti
- Bob Egan - pedal steel guitar
- Greg Leisz - pedal steel guitar
- Larry Williams, Dan Higgins - sax
- Gary Grant, Jerry Hey - tromba
- Jesse Green - violino